# خانه جن‌زده خود را بفروشید
خانه جن‌زده خود را بفروشید (انگلیسی: Sell Your Haunted House; کره‌ای: 대박부동산) یک مجموعهٔ تلویزیونی کره جنوبی سال ۲۰۲۱ به کارگردانی پارک جین سوک است. در این مجموعه جانگ نا را، جونگ یونگ هوا، کانگ هونگ سوک و آن گیل کانگ به ایفای نقش پرداختند. این مجموعه از ۱۴ آوریل تا ۹ ژوئن ۲۰۲۱، روزهای چهارشنبه و پنجشنبه ساعت ۲۱:۳۰ (کی‌اس‌تی) از کی‌بی‌اس۲ روی آنتن رفت.

## بازیگران

### اصلی
- جانگ نا را در نقش هونگ جین-آه، یک جن‌گیر و صاحب املاک و مستغلات ده‌باک.[۵]
- جونگ یونگ هوا در نقش اوه این-بوم، کلاهبرداری که با استفاده از ارواح پول درمی‌آورد.[۶]

## جوایز و نامزدی‌ها
| سال  | مراسم جوایز         | دسته                                  | گیرنده        | نتیجه    | منابع |
| ---- | ------------------- | ------------------------------------- | ------------- | -------- | ----- |
| ۲۰۲۱ | جوایز درامای کی‌بی‌اس | جایزه برترین بازیگر مرد               | جونگ یونگ هوا | نامزدشده | [ ۷ ] |
| ۲۰۲۱ | جوایز درامای کی‌بی‌اس | جایزه برترین بازیگر زن                | جانگ نا را    | نامزدشده | [ ۷ ] |
| ۲۰۲۱ | جوایز درامای کی‌بی‌اس | جایزه بازیگر برتر مرد در یک مینی‌سریال | جونگ یونگ هوا | برنده    | [ ۷ ] |
| ۲۰۲۱ | جوایز درامای کی‌بی‌اس | جایزه بازیگر برتر زن در یک مینی‌سریال  | جانگ نا را    | نامزدشده | [ ۷ ] |
| ۲۰۲۱ | جوایز درامای کی‌بی‌اس | بهترین بازیگر نقش مکمل مرد            | آن گیل کانگ   | نامزدشده | [ ۷ ] |
| ۲۰۲۱ | جوایز درامای کی‌بی‌اس | بهترین بازیگر نقش مکمل زن             | کانگ مال گوم  | نامزدشده | [ ۷ ] |